# Казим-Ричардс, Колин
Ко́лин Кази́м-Ри́чардс (англ. и тур. Colin Kazim-Richards; род. 26 августа 1986[…], Лейтонстоун, Большой Лондон), известный также как Кази́м-Кази́м и Ко́лин Кази́м — турецкий и английский футболист, вингер.

## Карьера

### Клубная
Колин начал карьеру в английском клубе «Бери», выступавшем в четвёртом по силе дивизионе, в возрасте 18 лет. Юноша был твёрдым игроком основы и перебрался дивизионом выше, в «Брайтон». Уже в следующем сезоне Казим-Ричардс стал игроком «Шеффилд Юнайтед», в том сезоне игравшего в английской Премьер-лиге. Колин провёл 5 матчей за турецкую молодёжную сборную. 5 июня 2007 года он дебютировал за взрослую сборную «янычар». Тем же летом он перешёл в «Фенербахче», с которым дошёл до четвертьфинала Лиги чемпионов, где стамбульцы проиграли по сумме двух матчей будущему финалисту — лондонскому «Челси». В домашнем матче против «синих» Колин забил победный гол (матч закончился со счётом 2:1).
В январе 2011 «Фенербахче» разорвал контракт с полузащитником, и он на правах свободного агента перешёл в «Галатасарай».
В августе 2013 года был приобретён клубом «Бурсаспор» у другого турецкого клуба «Галатасарай». Контракт рассчитан на 4 года. Сумма сделки не сообщается. В январе 2016 года перешёл в шотландский «Селтик», подписав с клубом контракт на 2,5 года.

### В сборной
Колин Казим-Ричардс получил вызов в национальную сборную от её главного тренера Фатиха Терима на чемпионат Европы 2008 года. На континентальном первенстве Казим-Казим, как его стали называть турецкие болельщики, отыграл все матчи на позиции правого инсайда и стал вместе с командой бронзовым призёром чемпионата.

## Достижения
- Чемпион штата Сан-Паулу (2): 2017, 2018
- Чемпион Бразилии (1): 2017
- Бронзовый призёр чемпионата Европы (2008)

## Статистика выступлений
| Клуб             | Сезон        | Чемпионат | Чемпионат | Кубки | Кубки | Еврокубки | Еврокубки | Всего | Всего |
| Клуб             | Сезон        | Матчи     | Голы      | Матчи | Голы  | Матчи     | Голы      | Матчи | Голы  |
| ---------------- | ------------ | --------- | --------- | ----- | ----- | --------- | --------- | ----- | ----- |
| Бери             | 2004/05      | 30        | 3         | 2     | 0     | -         | -         | 32    | 3     |
| Бери             | За всё время | 30        | 3         | 2     | 0     | —         | —         | 32    | 3     |
| Брайтон энд Хоув | 2005/06      | 42        | 6         | 2     | 0     | -         | -         | 44    | 6     |
| Брайтон энд Хоув | 2006/07      | 1         | 0         | -     | -     | -         | -         | 1     | 0     |
| Брайтон энд Хоув | За всё время | 43        | 6         | 2     | 0     | —         | —         | 45    | 6     |
| Шеффилд Юнайтед  | 2006/07      | 27        | 1         | 2     | 0     | -         | -         | 29    | 1     |
| Шеффилд Юнайтед  | За всё время | 27        | 1         | 2     | 0     | —         | —         | 29    | 1     |
| Фенербахче       | 2007/08      | 28        | 0         | 5     | 1     | 10        | 1         | 43    | 2     |
| Фенербахче       | 2008/09      | 22        | 2         | 5     | 1     | 8         | 1         | 35    | 4     |
| Фенербахче       | 2009/10      | 11        | 3         | 1     | 0     | 7         | 2         | 19    | 5     |
| Фенербахче       | За всё время | 61        | 5         | 11    | 2     | 25        | 4         | 97    | 11    |
| Тулуза           | 2009/10      | 15        | 2         | 2     | 0     | -         | -         | 17    | 2     |
| Тулуза           | За всё время | 15        | 2         | 2     | 0     | —         | —         | 17    | 2     |
| Всего            |              | 176       | 17        | 19    | 2     | 25        | 4         | 220   | 23    |

## Личная жизнь
По отцовской линии имеет карибские корни (его отец родом из бывшей британской колонии Антигуа и Барбуда, а мать — турецкая киприотка). Родители хотели назвать сына двойным именем Колин-Казим, но по ошибке второе имя (Казим) стало частью фамилии.